# (8716) Ginestra
(8716) Ginestra – planetoida z pasa głównego asteroid okrążająca Słońce w ciągu 5 lat i 217 dni w średniej odległości 3,15 au. Została odkryta 23 września 1995 roku. Przed nadaniem nazwy planetoida nosiła oznaczenie tymczasowe (8716) 1995 SB2.